# الطريق الملكي
الطريق الملكي الفارسي كان طريقاً سريعاً قديماً بني من قبل الملك الفارسي داريوش الأول في القرن الخامس قبل الميلاد. بنى داريوش الطريق لتسهيل الاتصال السريع في كافة أنحاء إمبراطوريته الكبيرة جداً من شوش إلى سارد. هؤلاء السعاة يمكن أن يجتازوا 1677 ميل (2699 كيلومتر) في سبعة أيام. المؤرخ اليوناني هيرودوت كتب «لا يوجد شيئاً في العالم يسافر أسرع من هؤلاء السعاة الفرس» مداحاً لهؤلاء الرسل، «لا ثلج ولا مطر ولا حرارة ولا ظلام الليل يمنعهم من إنجاز المهمة المقترحة عليهم بالسرعة العالية جداً».

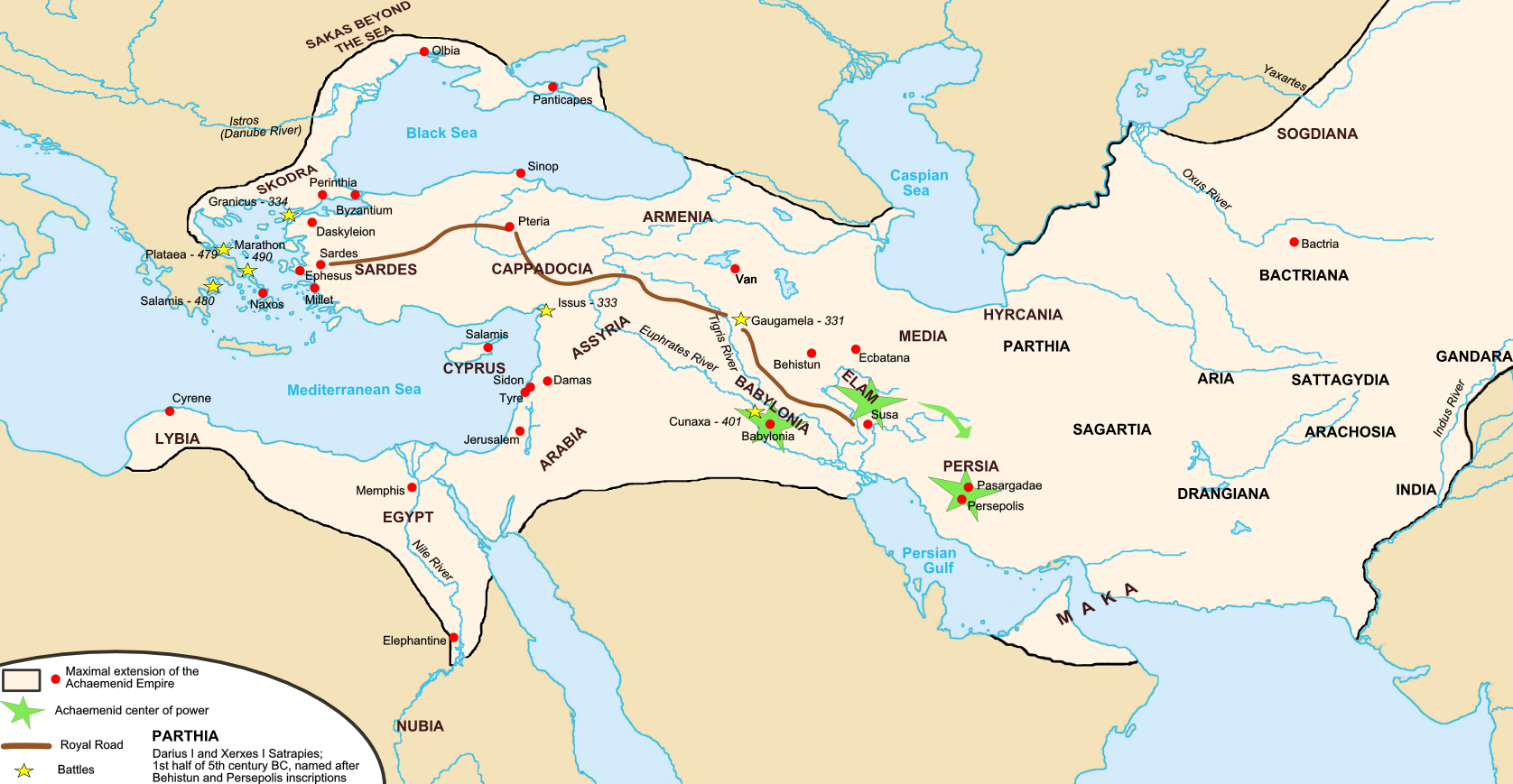
خريطة الامبراطورية الأخمينية والجزء الذي ذكره هيرودوتمن الطريق الملكي الفارسي.

## مسار الطريق الملكي
مسار الطريق أعيد بناؤه من كتابات هيرودوت، البحوث الأثرية، والسجلات التاريخية الأخرى. بدأ من الغرب في سارد (حوالي 60 ميل شرق إزمير في تركيا المعاصرة)، وشرقاً خلال القسم الشمالي المتوسط لتركيا إلى نينوى الكبيرة الآشورية القديمة (الموصل المعاصرة، بالعراق)، ثم مروراً بجنوب بابل (بغداد المعاصرة، العراق). بالقرب من بابل، يعتقد بأنه انشق إلى طريقين، المنطقة الشمالية الغربية ثم غرباً في هكمتانه وعلى طول الطريق الحريري، المستمر في الشرق الآخر عبر العاصمة الفارسية المستقبلية شوش (في إيران المعاصرة) وبعد ذلك المنطقة الجنوبية الشرقية من إصطخر.

## تاريخ الطريق الملكي
لأن الطريق لم يتلُ الطرق الأقصر ولا الأسهل بين المدن المهمة من الإمبراطورية الفارسية، علماء الآثار يعتقدون بأن القسم الغربي من الطريق لربما بني أصلاً من قبل الملوك الآشوريين، بينما يصل الطريق إلى قلب إمبراطوريتهم القديمة. الأقسام الأكثر شرقية من الطريق (في شمال إيران المعاصرة) متوافقة مع طريق التجارة الرئيسي المعروف بالطريق الحريري. على أية حال، داريوش الأول صنع الطريق الملكي كما هو معترف به اليوم بواسطة تحسين طبقة الأساس وتوصيل الأجزاء سوية.

## الإشارات الثقافية إلى الطريق الملكي
إقليديس قيل بأنه أجاب على طلب الملك بطليموس الأول عن طريقة أسهل في تعلم الرياضيات فقال «لا يوجد طريق ملكي إلى الهندسة». هذه العبارة رددت في سياق حديث في المقالة «لا رصاصة فضية» حيث قال فريد بروكس عن تحسينات هندسة البرامج: «ليس هناك طريقاً ملكياً، ولكن هناك طريقاً ما».